# Rosa chengkouensis
Rosa chengkouensis — вид рослин з родини розових (Rosaceae); поширений у Китаї.

## Опис
Кущ заввишки 1.5–2 м. Гілочки стрункі, круглі в перерізі; колючки розсіяні або попарно нижче листя, прямі. Листки включно з ніжкою 5–8 см; прилистки здебільшого прилягають до ніжки, вільні частини яйцюваті або яйцювато-ланцетні; ребро й ніжка запушені, залозисто-запушені, коротко колючі; листочків зазвичай 5, рідше 7 або 3, еліптичні, довгасті або яйцюваті, 1.5–3.5 × 1–1.8 см, знизу рідко запушені й залізисті, чітко сітчасті, зверху голі, основа широко клиноподібна або ± округла, край подвійно пилчастий, зуби часто залозисті верхівково, верхівка гостра або округло-тупа. Квітки поодинокі або кілька, 2.5–3 см у діаметрі; квітконіжка 1.5–3 см, залозисто-запушена; приквітки яйцювато-ланцетні, край залозисто-запушений, верхівка довга загострена; чашолистків 5, довгасто-ланцетні, обидві поверхні густо запушені, край цілий, залозисто-запушений; пелюстків 5, рожеві, широко зворотно-яйцюваті, основа клиноподібна, верхівка округла. Плоди темно-червоні, яйцюваті або зворотно-яйцюваті, 7–8 мм у діаметрі, рідко залозисто-запушені, зі стійкими, прямостійними чашолистиками.
Період цвітіння: травень — червень. Період плодоношення: серпень — жовтень.

## Поширення
Ендемік Чунціну, Китай.
Населяє чагарники, береги річок; на висотах 1300–2100 м.